# ساوث باي ساوث ويست
ساوث باي ساوث ويست (بالإنجليزية: South by Southwest ومعناه جنوب جنوب غربي ويختصر SXSW ويشار إليها كذلك بمجرد ساوث باي South By) هو مجمع سنوي من مهرجانات فيلم وإعلام تفاعلي وموسيقى ومؤتمرات يعقد في منتصف شهر مارس في مدينة أوستن بولاية تكساس الأميركية. انطلق عام 1987 واستمر نموه على مستوى نطاقه وحجمه. في 2017، استغرق المؤتمر عشرة أيام؛ الجزء التفاعلي لخمسة أيام، والجزء الموسيقي لسبعة أيام، والجزء الفيلمي لتسعة أيام بالاقتران. وعنصرا الفكاهية وألعاب الفيديو هما سريعا النمو بصفة خاصة.
تدير المجمع شركة ساوث باي ساوث واست ذات المسؤولية المحدودة التي تنظم مؤتمرات ومعارض تجارية ومهرجانات ومناسبات أخرى.

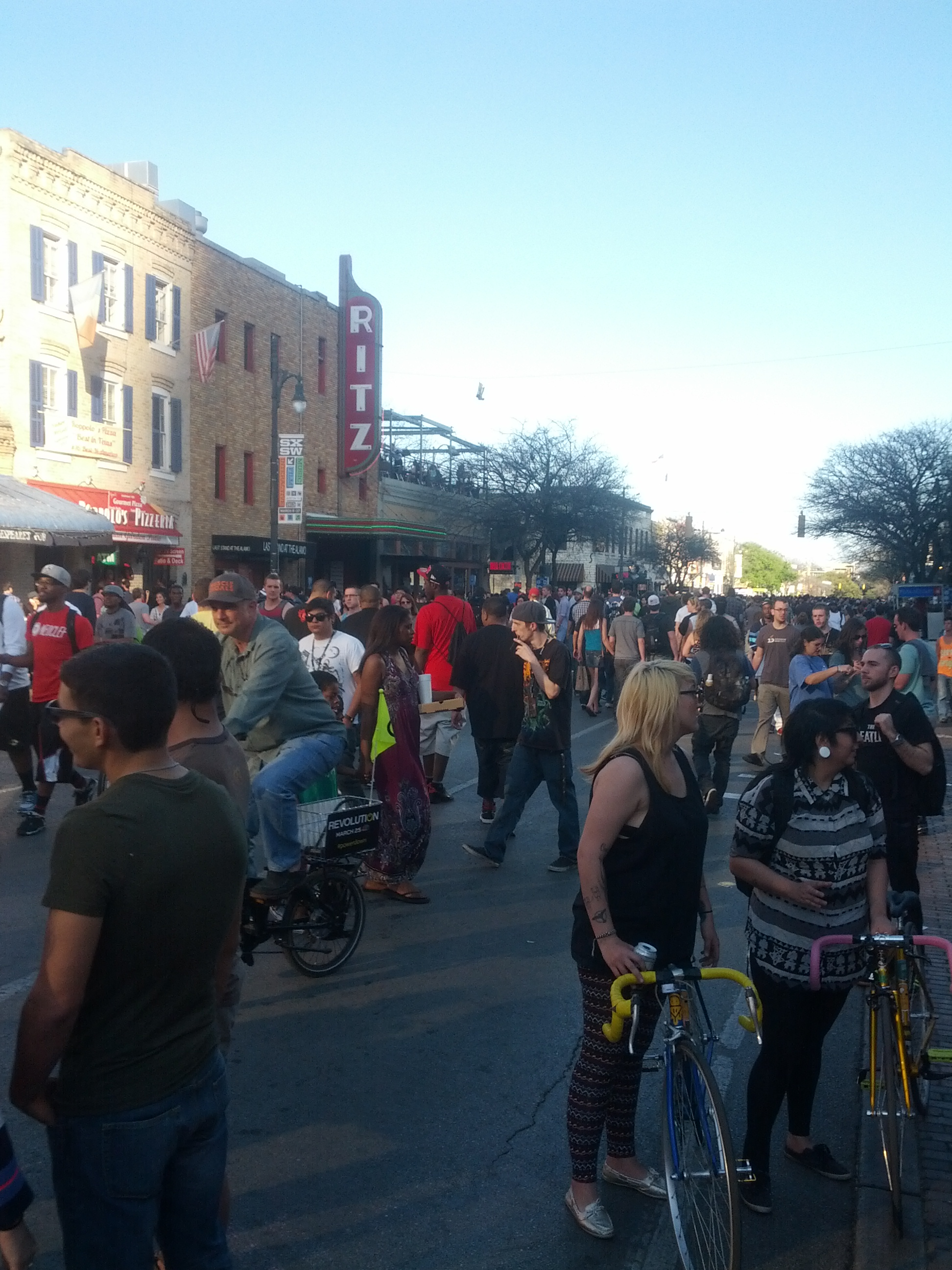
مشهد الشارع السادس في وسط مدينة أوستن خلال ساوث باي ساوث واست عام 2013

## وصلات خارجية
- ساوث باي ساوث ويست على موقع الموسوعة البريطانية (الإنجليزية)
- ساوث باي ساوث ويست على موقع ميوزك برينز (الإنجليزية)